# Pure-FTPd
Pure-FTPd – darmowy serwer FTP, uruchamiający się na wielu platformach PC.
Można go skompilować na Linuksie, OpenBSD, NetBSD, FreeBSD, Solarisie, Tru64, Darwinie, IRIX i HP-UX.

## Historia
Pure-FTPd jest stworzony na podstawie serwera Troll-FTPd, napisanego przez Arnta Gulbrandsena podczas jego pracy w firmie Trolltech około 1995. Obecnie jest programowany przez ekipę Pure-FTPd.